# Wahlbezirk Aostatal (Senato della Repubblica)
Der Wahlbezirk Aostatal ist seit 1948 ein Wahlbezirk (circoscrizione elettorale) für den italienischen Senat. Er gehört zur Region Aostatal.

## Wahlergebnisse

### Wahl 1948
| Kandidaten               | Kandidaten        | Parteien                                 | Stimmen | %    |
| ------------------------ | ----------------- | ---------------------------------------- | ------- | ---- |
|                          | Ernesto Page      | Democrazia Cristiana                     | 24.654  | 56,3 |
|                          | Ugo De La Pierre  | Fronte Democratico Popolare              | 13.434  | 30,7 |
|                          | Giuseppe Gerbore  | Concentrazione Rurale Indipendente Aosta | 2.881   | 6,6  |
|                          | Giulio Bordon     | Unione Socialista Indipendente           | 2.820   | 6,4  |
| Gesamt                   | Gesamt            | Gesamt                                   | 43.789  | 100  |
|                          |                   |                                          |         |      |
| Ungültige Stimmen        | Ungültige Stimmen | Ungültige Stimmen                        | 3.010   | 6,4  |
| Wähler                   | Wähler            | Wähler                                   | 46.799  | 84,6 |
| Wahlberechtigte          | Wahlberechtigte   | Wahlberechtigte                          | 55.340  |      |
|                          |                   |                                          |         |      |
| Quelle: Innenministerium |                   |                                          |         |      |

### Wahl 1953
| Kandidaten               | Kandidaten              | Parteien                                | Stimmen | %    |
| ------------------------ | ----------------------- | --------------------------------------- | ------- | ---- |
|                          | Ernesto Page            | Democrazia Cristiana                    | 25.481  | 55,1 |
|                          | Giovanni Carral         | Autonomia Aosta – Pace                  | 16.873  | 36,5 |
|                          | Carlo Fetterappa Sandri | Movimento Sociale Italiano              | 2.121   | 4,6  |
|                          | Fortunio Palmas         | Partito Socialista Democratico Italiano | 1.792   | 3,9  |
| Gesamt                   | Gesamt                  | Gesamt                                  | 46.267  | 100  |
|                          |                         |                                         |         |      |
| Ungültige Stimmen        | Ungültige Stimmen       | Ungültige Stimmen                       | 2.844   | 5,8  |
| Wähler                   | Wähler                  | Wähler                                  | 49.111  | 85,6 |
| Wahlberechtigte          | Wahlberechtigte         | Wahlberechtigte                         | 57.393  |      |
|                          |                         |                                         |         |      |
| Quelle: Innenministerium |                         |                                         |         |      |

### Wahl 1958
| Kandidaten               | Kandidaten        | Parteien                   | Stimmen | %    |
| ------------------------ | ----------------- | -------------------------- | ------- | ---- |
|                          | Renato Chabod     | Unabhängig                 | 28.141  | 51,8 |
|                          | Ernesto Page      | Democrazia Cristiana       | 24.772  | 45,6 |
|                          | Michele Fassio    | Movimento Sociale Italiano | 1.426   | 2,6  |
| Gesamt                   | Gesamt            | Gesamt                     | 54.339  | 100  |
|                          |                   |                            |         |      |
| Ungültige Stimmen        | Ungültige Stimmen | Ungültige Stimmen          | 2.683   | 4,7  |
| Wähler                   | Wähler            | Wähler                     | 57.022  | 92,0 |
| Wahlberechtigte          | Wahlberechtigte   | Wahlberechtigte            | 61.998  |      |
|                          |                   |                            |         |      |
| Quelle: Innenministerium |                   |                            |         |      |

### Wahl 1963
| Kandidaten               | Kandidaten        | Parteien                   | Stimmen | %    |
| ------------------------ | ----------------- | -------------------------- | ------- | ---- |
|                          | Renato Chabod     | Union Valdôtaine           | 29.510  | 51,1 |
|                          | V. Bondaz         | Democrazia Cristiana       | 26.933  | 46,7 |
|                          | A. Tagliavini     | Movimento Sociale Italiano | 1.261   | 2,2  |
| Gesamt                   | Gesamt            | Gesamt                     | 57.704  | 100  |
|                          |                   |                            |         |      |
| Ungültige Stimmen        | Ungültige Stimmen | Ungültige Stimmen          | 3.412   | 5,6  |
| Wähler                   | Wähler            | Wähler                     | 61.116  | 93,0 |
| Wahlberechtigte          | Wahlberechtigte   | Wahlberechtigte            | 65.703  |      |
|                          |                   |                            |         |      |
| Quelle: Innenministerium |                   |                            |         |      |

### Wahl 1968
| Kandidaten               | Kandidaten        | Parteien             | Stimmen | %    |
| ------------------------ | ----------------- | -------------------- | ------- | ---- |
|                          | Amato Berthet     | Democrazia Cristiana | 32.009  | 53,0 |
|                          | Oreste Marcoz     | Union Valdôtaine     | 28.414  | 47,0 |
| Gesamt                   | Gesamt            | Gesamt               | 60.423  | 100  |
|                          |                   |                      |         |      |
| Ungültige Stimmen        | Ungültige Stimmen | Ungültige Stimmen    | 3.373   | 5,3  |
| Wähler                   | Wähler            | Wähler               | 63.796  | 91,7 |
| Wahlberechtigte          | Wahlberechtigte   | Wahlberechtigte      | 69.601  |      |
|                          |                   |                      |         |      |
| Quelle: Innenministerium |                   |                      |         |      |

### Wahl 1972
| Kandidaten               | Kandidaten        | Parteien                                      | Stimmen | %    |
| ------------------------ | ----------------- | --------------------------------------------- | ------- | ---- |
|                          | Oreste Marcoz     | DC – UV – RV – PSDI                           | 31.114  | 49,7 |
|                          | Ettore Passerin   | Democratici Popolari                          | 26.372  | 42,1 |
|                          | Livio Bredy       | Partito Liberale Italiano                     | 3.003   | 4,8  |
|                          | Giulio Arata      | Movimento Sociale Italiano – Destra Nazionale | 2.119   | 3,4  |
| Gesamt                   | Gesamt            | Gesamt                                        | 62.608  | 100  |
|                          |                   |                                               |         |      |
| Ungültige Stimmen        | Ungültige Stimmen | Ungültige Stimmen                             | 5.085   | 7,5  |
| Wähler                   | Wähler            | Wähler                                        | 67.693  | 93,5 |
| Wahlberechtigte          | Wahlberechtigte   | Wahlberechtigte                               | 72.368  |      |
|                          |                   |                                               |         |      |
| Quelle: Innenministerium |                   |                                               |         |      |

### Wahl 1976
| Kandidaten               | Kandidaten          | Parteien                                      | Stimmen | %    |
| ------------------------ | ------------------- | --------------------------------------------- | ------- | ---- |
|                          | Pietro Fosson       | DC – RV – UV – UVP – PRI                      | 22.917  | 35,2 |
|                          | Gianni Torrione     | PCI – PSI – PdUP                              | 21.072  | 32,4 |
|                          | Giuseppe Fillietroz | Democratici Popolari                          | 17.699  | 27,2 |
|                          | Aldo Parrini        | Movimento Sociale Italiano – Destra Nazionale | 1.806   | 2,8  |
|                          | Fernanda Pivano     | Partito Radicale                              | 1.601   | 2,5  |
| Gesamt                   | Gesamt              | Gesamt                                        | 65.095  | 100  |
|                          |                     |                                               |         |      |
| Ungültige Stimmen        | Ungültige Stimmen   | Ungültige Stimmen                             | 3.481   | 5,1  |
| Wähler                   | Wähler              | Wähler                                        | 68.576  | –    |
|                          |                     |                                               |         |      |
| Quelle: Innenministerium |                     |                                               |         |      |

### Wahl 1979
| Kandidaten               | Kandidaten        | Parteien                                      | Stimmen | %    |
| ------------------------ | ----------------- | --------------------------------------------- | ------- | ---- |
|                          | Pietro Fosson     | UV – DP – PLI                                 | 37.082  | 59,6 |
|                          | Gianni Torrione   | Unità della Sinistra (PR – DP)                | 19.814  | 31,9 |
|                          | Aldo Parrini      | Movimento Sociale Italiano – Destra Nazionale | 2.003   | 3,2  |
|                          | Caterina Vigna    | Nuova Sinistra Unita                          | 1.965   | 3,2  |
|                          | Giustino Brunod   | Costituente di Destra – Democrazia Nazionale  | 1.336   | 2,1  |
| Gesamt                   | Gesamt            | Gesamt                                        | 62.200  | 100  |
|                          |                   |                                               |         |      |
| Ungültige Stimmen        | Ungültige Stimmen | Ungültige Stimmen                             | 8.043   | 11,5 |
| Wähler                   | Wähler            | Wähler                                        | 70.243  | 91,2 |
| Wahlberechtigte          | Wahlberechtigte   | Wahlberechtigte                               | 77.011  |      |
|                          |                   |                                               |         |      |
| Quelle: Innenministerium |                   |                                               |         |      |

### Wahl 1983
| Kandidaten               | Kandidaten             | Parteien                                      | Stimmen | %    |
| ------------------------ | ---------------------- | --------------------------------------------- | ------- | ---- |
|                          | Pietro Fosson          | UV – UVP – DP                                 | 26.547  | 42,7 |
|                          | Alba Picquadio         | Partito Comunista Italiano                    | 15.116  | 24,3 |
|                          | Gilda Bonin            | Democrazia Cristiana                          | 11.243  | 18,1 |
|                          | Francesco Anlera Longo | Partito Socialista Italiano                   | 3.943   | 6,3  |
|                          | Marcello Secco         | PLI – PRI – PSDI                              | 3.340   | 5,4  |
|                          | Giovambattista Parisi  | Movimento Sociale Italiano – Destra Nazionale | 1.999   | 3,2  |
| Gesamt                   | Gesamt                 | Gesamt                                        | 62.188  | 100  |
|                          |                        |                                               |         |      |
| Ungültige Stimmen        | Ungültige Stimmen      | Ungültige Stimmen                             | 8.138   | 11,6 |
| Wähler                   | Wähler                 | Wähler                                        | 70.326  | 89,2 |
| Wahlberechtigte          | Wahlberechtigte        | Wahlberechtigte                               | 78.884  |      |
|                          |                        |                                               |         |      |
| Quelle: Innenministerium |                        |                                               |         |      |

### Wahl 1987
| Kandidaten               | Kandidaten            | Parteien                                      | Stimmen | %    |
| ------------------------ | --------------------- | --------------------------------------------- | ------- | ---- |
|                          | Cesare Dujany         | UV – ADP – PRI                                | 35.830  | 54,6 |
|                          | Vittorio De La Pierre | DC – PCI – PSI – PSDI – PLI                   | 25.426  | 38,8 |
|                          | Pietro Casalloni      | Movimento Sociale Italiano – Destra Nazionale | 2.629   | 4,0  |
|                          | Luigi Nava            | Liga Veneta – Pensionati Uniti                | 1.692   | 2,6  |
| Gesamt                   | Gesamt                | Gesamt                                        | 65.577  | 100  |
|                          |                       |                                               |         |      |
| Ungültige Stimmen        | Ungültige Stimmen     | Ungültige Stimmen                             | 6.294   | 8,8  |
| Wähler                   | Wähler                | Wähler                                        | 71.871  | 88,4 |
| Wahlberechtigte          | Wahlberechtigte       | Wahlberechtigte                               | 81.330  |      |
|                          |                       |                                               |         |      |
| Quelle: Innenministerium |                       |                                               |         |      |

### Wahl 1992
| Kandidaten               | Kandidaten         | Parteien                                      | Stimmen | %    |
| ------------------------ | ------------------ | --------------------------------------------- | ------- | ---- |
|                          | Cesare Dujany      | Vallée d’Aoste (UV)                           | 34.150  | 47,4 |
|                          | Giulio Dolchi      | Gruppo Dolchi-Fosson                          | 31.175  | 43,3 |
|                          | Vanni Florio       | Federazione dei Verdi                         | 4.580   | 6,4  |
|                          | Giancarlo Borluzzi | Movimento Sociale Italiano – Destra Nazionale | 2.149   | 3,0  |
| Gesamt                   | Gesamt             | Gesamt                                        | 72.054  | 100  |
|                          |                    |                                               |         |      |
| Ungültige Stimmen        | Ungültige Stimmen  | Ungültige Stimmen                             | 5.390   | 7,0  |
| Wähler                   | Wähler             | Wähler                                        | 77.444  | 89,5 |
| Wahlberechtigte          | Wahlberechtigte    | Wahlberechtigte                               | 86.532  |      |
|                          |                    |                                               |         |      |
| Quelle: Innenministerium |                    |                                               |         |      |

### Wahl 1994
| Kandidaten               | Kandidaten        | Parteien                  | Stimmen | %    |
| ------------------------ | ----------------- | ------------------------- | ------- | ---- |
|                          | Cesare Dujany     | Vallée d’Aoste (UV)       | 27.493  | 38,3 |
|                          | Piero Ferraris    | Alleanza dei Progressisti | 15.134  | 21,1 |
|                          | Mario Maquignaz   | Unité des Valdôtains      | 13.255  | 18,5 |
|                          | Giovanni Sacco    | Polo delle Libertà        | 12.640  | 17,6 |
|                          | Antonio Sella     | Alleanza Nazionale        | 3.319   | 4,6  |
| Gesamt                   | Gesamt            | Gesamt                    | 71.841  | 100  |
|                          |                   |                           |         |      |
| Ungültige Stimmen        | Ungültige Stimmen | Ungültige Stimmen         | 6.016   | 7,7  |
| Wähler                   | Wähler            | Wähler                    | 77.857  | 88,0 |
| Wahlberechtigte          | Wahlberechtigte   | Wahlberechtigte           | 88.524  |      |
|                          |                   |                           |         |      |
| Quelle: Innenministerium |                   |                           |         |      |

### Wahl 1996
| Kandidaten               | Kandidaten            | Parteien                             | Stimmen | %    |
| ------------------------ | --------------------- | ------------------------------------ | ------- | ---- |
|                          | Guido Dondeynaz       | Vallée d’Aoste (UV)                  | 29.538  | 44,2 |
|                          | Giorgio Bongiorno     | Polo per le Libertà                  | 14.810  | 22,1 |
|                          | Ambra Arangio         | La Valle d’Aosta per L’Ulivo         | 10.371  | 15,5 |
|                          | Giuseppe Henriet      | Lega Nord                            | 6.468   | 9,7  |
|                          | Pier Giuseppe Paoloni | Partito della Rifondazione Comunista | 5.681   | 8,5  |
| Gesamt                   | Gesamt                | Gesamt                               | 66.868  | 100  |
|                          |                       |                                      |         |      |
| Ungültige Stimmen        | Ungültige Stimmen     | Ungültige Stimmen                    | 8.058   | 10,8 |
| Wähler                   | Wähler                | Wähler                               | 74.926  | 82,7 |
| Wahlberechtigte          | Wahlberechtigte       | Wahlberechtigte                      | 90.646  |      |
|                          |                       |                                      |         |      |
| Quelle: Innenministerium |                       |                                      |         |      |

### Wahl 2001
| Kandidaten               | Kandidaten        | Parteien                             | Stimmen | %    |
| ------------------------ | ----------------- | ------------------------------------ | ------- | ---- |
|                          | Augusto Rollandin | Vallée d’Aoste (UV)                  | 32.429  | 49,3 |
|                          | Licurgo Pasquali  | Forza Italia – Lega Nord             | 14.817  | 22,5 |
|                          | Alessandro Bortot | Lista Alternativa                    | 7.704   | 11,7 |
|                          | Silvino Morosso   | Partito della Rifondazione Comunista | 7.128   | 10,8 |
|                          | Domenico Aloisi   | Alleanza Nazionale                   | 3.686   | 5,6  |
| Gesamt                   | Gesamt            | Gesamt                               | 65.764  | 100  |
|                          |                   |                                      |         |      |
| Ungültige Stimmen        | Ungültige Stimmen | Ungültige Stimmen                    | 10.101  | 13,3 |
| Wähler                   | Wähler            | Wähler                               | 75.865  | 80,4 |
| Wahlberechtigte          | Wahlberechtigte   | Wahlberechtigte                      | 94.302  |      |
|                          |                   |                                      |         |      |
| Quelle: Innenministerium |                   |                                      |         |      |

### Wahl 2006
| Kandidaten               | Kandidaten         | Parteien                          | Stimmen | %    |
| ------------------------ | ------------------ | --------------------------------- | ------- | ---- |
|                          | Carlo Perrin       | Autonomie Liberté Démocratie      | 32.554  | 44,2 |
|                          | Augusto Rollandin  | Vallée d’Aoste (UV)               | 23.574  | 32,0 |
|                          | Luigi Magnani      | Forza Italia – Alleanza Nazionale | 11.505  | 15,6 |
|                          | Luigi Bracci       | Unione di Centro                  | 2.264   | 3,1  |
|                          | Sergio Ferrero     | Lega Nord                         | 1.574   | 2,1  |
|                          | Silvio Pedullà     | Partito Pensionati                | 1.046   | 1,4  |
|                          | Giancarlo Borluzzi | Alternativa Sociale               | 775     | 1,1  |
|                          | Eusebio Margara    | Fiamma Tricolore                  | 416     | 0,6  |
| Gesamt                   | Gesamt             | Gesamt                            | 73.708  | 100  |
|                          |                    |                                   |         |      |
| Ungültige Stimmen        | Ungültige Stimmen  | Ungültige Stimmen                 | 4.383   | 5,6  |
| Wähler                   | Wähler             | Wähler                            | 78.091  | 83,6 |
| Wahlberechtigte          | Wahlberechtigte    | Wahlberechtigte                   | 93.422  |      |
|                          |                    |                                   |         |      |
| Quelle: Innenministerium |                    |                                   |         |      |

### Wahl 2008
| Kandidaten               | Kandidaten        | Parteien                     | Stimmen | %    |
| ------------------------ | ----------------- | ---------------------------- | ------- | ---- |
|                          | Antonio Fosson    | Vallée d’Aoste (UV)          | 29.191  | 41,4 |
|                          | Carlo Perrin      | Autonomie Liberté Démocratie | 26.377  | 37,4 |
|                          | Anacleto Benin    | Il Popolo della Libertà      | 12.167  | 17,3 |
|                          | Sergio Ferrero    | Lega Nord                    | 2.081   | 3,0  |
|                          | Marinella Monza   | Azione Sociale               | 712     | 1,0  |
| Gesamt                   | Gesamt            | Gesamt                       | 70.528  | 100  |
|                          |                   |                              |         |      |
| Ungültige Stimmen        | Ungültige Stimmen | Ungültige Stimmen            | 3.755   | 5,1  |
| Wähler                   | Wähler            | Wähler                       | 74.283  | 79,5 |
| Wahlberechtigte          | Wahlberechtigte   | Wahlberechtigte              | 93.434  |      |
|                          |                   |                              |         |      |
| Quelle: Innenministerium |                   |                              |         |      |

### Wahl 2013
| Kandidaten               | Kandidaten               | Parteien                     | Stimmen | %    |
| ------------------------ | ------------------------ | ---------------------------- | ------- | ---- |
|                          | Albert Lanièce           | Vallée d’Aoste (UV)          | 24.609  | 37,0 |
|                          | Patrizia Morelli         | Autonomie Liberté Démocratie | 20.430  | 30,8 |
|                          | Stefano Ferrero          | Movimento 5 Stelle           | 13.760  | 20,7 |
|                          | Sandra Cane              | Lega Nord                    | 2.608   | 3,9  |
|                          | Paolo Dalbard            | La Destra                    | 2.014   | 3,0  |
|                          | Luigi Bracci             | Unione di Centro             | 1.594   | 2,4  |
|                          | Enrico Martial           | Fare per Fermare il Declino  | 814     | 1,2  |
|                          | Vilma Margaria           | CasaPound Italia             | 424     | 0,6  |
|                          | Giovanni Battista Mascia | Nation Val d’Outa            | 186     | 0,3  |
| Gesamt                   | Gesamt                   | Gesamt                       | 66.439  | 100  |
|                          |                          |                              |         |      |
| Ungültige Stimmen        | Ungültige Stimmen        | Ungültige Stimmen            | 5.280   | 7,4  |
| Wähler                   | Wähler                   | Wähler                       | 71.719  | 77,1 |
| Wahlberechtigte          | Wahlberechtigte          | Wahlberechtigte              | 93.040  |      |
|                          |                          |                              |         |      |
| Quelle: Innenministerium |                          |                              |         |      |

### Wahl 2018
| Kandidaten               | Kandidaten         | Parteien                              | Stimmen | %    |
| ------------------------ | ------------------ | ------------------------------------- | ------- | ---- |
|                          | Albert Lanièce     | Vallée d’Aoste (PD – UV – UVP – EPAV) | 15.958  | 25,8 |
|                          | Luciano Mossa      | Movimento 5 Stelle                    | 14.398  | 23,2 |
|                          | Paolo Sammaritani  | Lega                                  | 11.004  | 17,8 |
|                          | Luisa Trione       | Pour Tous – Per Tutti – Pe Tcheut     | 9.659   | 15,6 |
|                          | Orlando Navarra    | FI – FdI – Nuova Valle d’Aosta        | 5.223   | 8,4  |
|                          | Fabio Protasoni    | Risposta Civica                       | 1.911   | 3,1  |
|                          | Alexandre Glarey   | Potere al Popolo!                     | 1.688   | 2,7  |
|                          | Sonny Perino       | CasaPound Italia                      | 1.207   | 1,9  |
|                          | Annita Prezzavento | Partito Valore Umano                  | 890     | 1,4  |
| Gesamt                   | Gesamt             | Gesamt                                | 61.938  | 100  |
|                          |                    |                                       |         |      |
| Ungültige Stimmen        | Ungültige Stimmen  | Ungültige Stimmen                     | 4.732   | 7,1  |
| Wähler                   | Wähler             | Wähler                                | 66.670  | 72,4 |
| Wahlberechtigte          | Wahlberechtigte    | Wahlberechtigte                       | 92.087  |      |
|                          |                    |                                       |         |      |
| Quelle: Innenministerium |                    |                                       |         |      |

### Wahl 2022
| Kandidaten               | Kandidaten               | Parteien                                                                                         | Stimmen | %    |
| ------------------------ | ------------------------ | ------------------------------------------------------------------------------------------------ | ------- | ---- |
|                          | Nicoletta Spelgatti      | Centrodestra Unito per la Valle d’Aosta (Lega – Forza Italia – Noi Moderati – Fratelli d’Italia) | 18.509  | 34,0 |
|                          | Patrik Vesan             | Vallée d’Aoste (PD-IDP – UV – AV – VAU – SA – Azione/IV)                                         | 18.282  | 33,6 |
|                          | Augusto Rollandin        | Pour l’Autonomie                                                                                 | 7.272   | 13,4 |
|                          | Daria Pulz               | Valle d’Aosta Aperta (M5S – AD-GA – ADU – SI)                                                    | 5.448   | 10,0 |
|                          | Alessandro Bichini       | Italia Sovrana e Popolare                                                                        | 1.569   | 2,9  |
|                          | Francesco Lucat          | Unione Popolare                                                                                  | 1.051   | 1,9  |
|                          | Giovanni Guglielmo Leray | Partito Comunista Italiano                                                                       | 1.051   | 1,9  |
|                          | Larisa Bargan            | Vita                                                                                             | 917     | 1,7  |
| Gesamt                   | Gesamt                   | Gesamt                                                                                           | 54.359  | 100  |
|                          |                          |                                                                                                  |         |      |
| Ungültige Stimmen        | Ungültige Stimmen        | Ungültige Stimmen                                                                                | 5.131   | 8,6  |
| Wähler                   | Wähler                   | Wähler                                                                                           | 59.490  | 60,6 |
| Wahlberechtigte          | Wahlberechtigte          | Wahlberechtigte                                                                                  | 98.187  |      |
|                          |                          |                                                                                                  |         |      |
| Quelle: Innenministerium |                          |                                                                                                  |         |      |